# Giuseppe Giovanelli

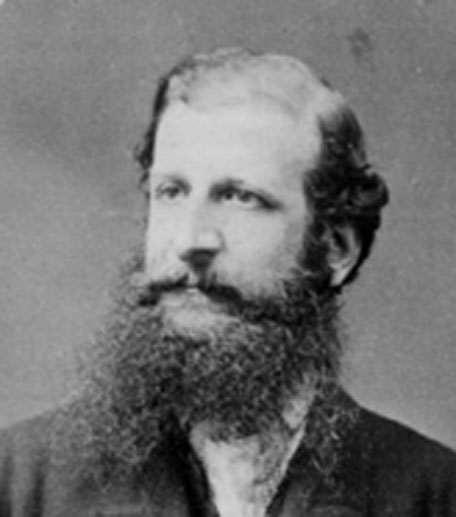
Giuseppe Giovanelli

Giuseppe Giovanelli (* 5. Dezember 1824 in Venedig; † 11. September 1886 in Lonigo) war von 1868 bis 1870 der zweite gewählte Bürgermeister Venedigs. Neben seiner Bürgermeistertätigkeit war er Consigliere von Venedig, Venetien und schließlich Consigliere comunale von Lonigo sowie Angehöriger des königlichen Senats, des Senato del Regno (d’Italia).

## Leben

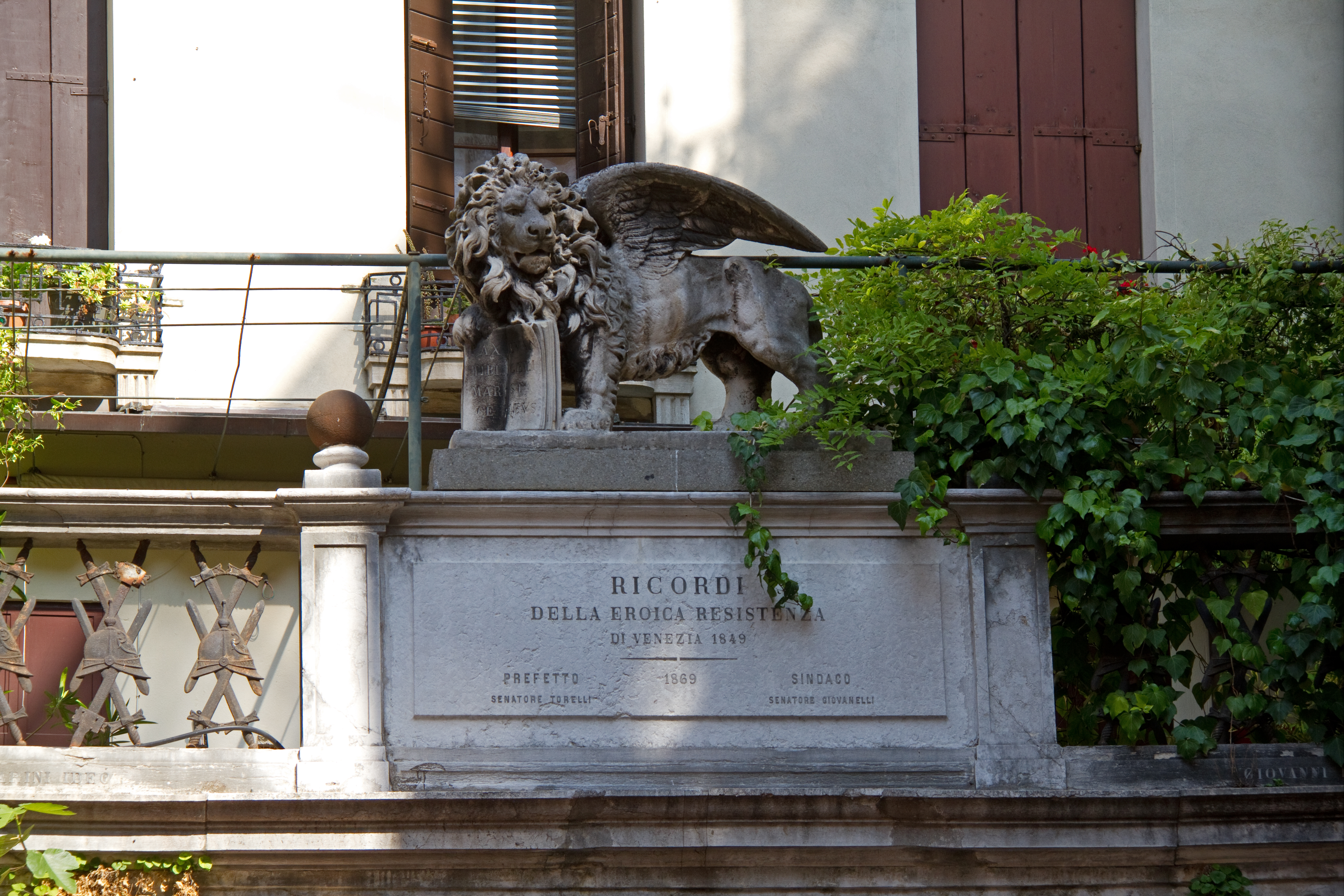
1869 aufgestellt, um an den „heroischen Widerstand Venedigs 1849“ zu erinnern, von „Prefetto Senatore Torelli“ und von „Sindaco Senatore Giovanelli“

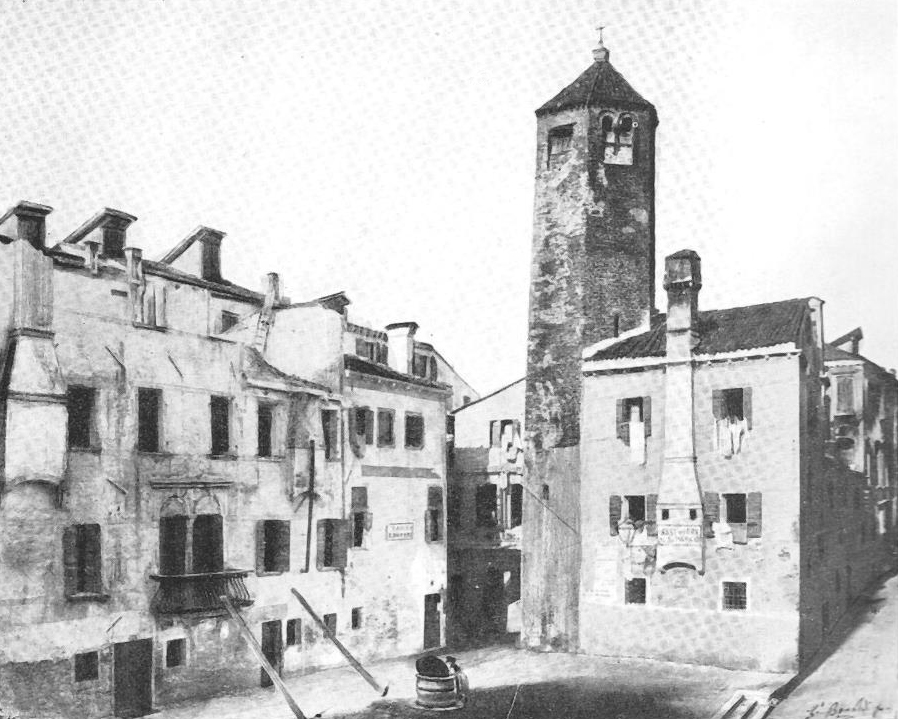
Die im Jahr 1871 abgerissene Kirche San Paternian, die dem Campo Manin weichen musste, weil Daniele Manin dort gewohnt hatte.

Giuseppe Giovanelli wurde als Sohn des Andrea Giovanelli und der Maria Buri geboren. Die Familie gehörte zum Adel Venedigs, dazu kamen Titel aus Tirol, Österreich und Ungarn. Daher trug er den vollen Titel Principe, conte di Marengo, Carpenedo, Telvara, San Pietro e dell'Impero, signore di Caldaro e di Laimbourg, patrizio veneto, nobile del Tirolo e delle provincie ereditarie d'Austria, magnate d'Ungheria.
Er heiratete Maria Chigi, die ebenfalls dem venezianischen Adel entstammte. Ihr gemeinsamer Sohn hieß Alberto.
1866 wurde Giovanelli Senator. Im Dezember 1868 wurde er als Nachfolger Giobatta Giustinians zweiter Bürgermeister (sindaco) der Stadt Venedig. Unter seiner Ägide wurden die Türme am Fontego dei Turchi eingeweiht, die im ursprünglichen Bau gar nicht vorhanden gewesen waren.
Für die wirtschaftliche Entwicklung der Stadt war der Ausbau des kleinen Hafens la marittima von Bedeutung, der zwischen dem Canale della Giudecca und dem Canale Scomenzera entstand. 1870 wurde die Zecca aufgelöst, die rund tausendjährige Münzprägung endete damit. Das Gebäude wurde Sitz der Handelskammer von Venedig. Am 2. Juni wurde die Bibliothek eingeweiht, die Giacinto Namias der Stadt gestiftet hatte.
Während seiner Amtszeit saß Giovanelli im Aufsichtsrat (Consiglio d'amministrazione) der Banca Agricola Italiana, dann war er Vizepräsident des venezianischen Sitzes der Banca nazionale, schließlich Präsident der Kulturorganisationen der Accademia di belle arti di Venezia und 1868 Mitglied der Società geografica italiana, aber er war auch Präsident des venezianischen Sitzes der Società italiana di navigazione, sowie der Società veneta per le imprese e costruzioni pubbliche. Er war also im Bank-, Bau- und Verkehrsbereich tätig.
Er war Offizial und Commendatore des Ordine della Corona d’Italia.